# Dactylodiplosis
Dactylodiplosis är ett släkte av tvåvingar. Dactylodiplosis ingår i familjen gallmyggor.
Kladogram enligt Catalogue of Life:
| Dactylodiplosis | \| \| Dactylodiplosis heisteriae \| \| \| \| \| \| Dactylodiplosis heptaphylli \| \| \| \| \| \| Dactylodiplosis icicaribae \| \| \| \| \| \| Dactylodiplosis menoni \| \| \| \| |
|                 | \| \| Dactylodiplosis heisteriae \| \| \| \| \| \| Dactylodiplosis heptaphylli \| \| \| \| \| \| Dactylodiplosis icicaribae \| \| \| \| \| \| Dactylodiplosis menoni \| \| \| \| |
|                 | Dactylodiplosis heisteriae |
|                 | |
|                 | Dactylodiplosis heptaphylli |
|                 | |
|                 | Dactylodiplosis icicaribae |
|                 | |
|                 | Dactylodiplosis menoni |
|                 | |